# لی هه-یونگ
لی هه-یونگ (زادهٔ ۱۹۷۳) کارگردان و فیلمنامه‌نویس اهل کره جنوبی است. لی اولین فیلم خود را مانند باکره (۲۰۰۶) (با کارگردانی لی هه-جون) نوشت و کارگردانی کرد که برنده چندین جایزه برای بهترین کارگردان جدید و بهترین فیلمنامه شد. اولین فیلم انفرادی او جشنواره فاکسی (۲۰۱۰) یک کمدی است که به افراد با سلیقه‌های جنسی، به ظاهر غیرعادی نشان می‌دهد که SM، دگرجنس‌پوشی و فتیشیسم عروسکی در زندگی واقعی کاملاً عادی هستند در غیر این صورت. سومین فیلم بلند او یک فیلم در ژانر معمایی The Silenced (۲۰۱۵) است.

## زندگی شخصی
لی آشکارا همجنسگرا است.

## فیلم‌شناسی

### به عنوان کارگردان
- مانند یک باکره (۲۰۰۶)
- جشنواره فاکسی (۲۰۱۰)
- ساکت شده (۲۰۱۵)
- مؤمن (۲۰۱۸)
- Phantom (2022)[۷]

### به عنوان فیلمنامه‌نویس
- بیرون آمدن (فیلم کوتاه، ۲۰۰۰)
- رفتار صفر (۲۰۰۲)
- Au Revoir, UFO (۲۰۰۴)
- مثل یک باکره (۲۰۰۶)
- جشنواره فاکسی (۲۰۱۰)
- ۲۶ سال (۲۰۱۲)
- ساکت شده (۲۰۱۵)
- مؤمن (۲۰۱۸)

### برای ایده اصلی
- Kick the Moon (۲۰۰۱)

### به عنوان ویرایشگر اسکریپت
- آراهان (۲۰۰۴)

## جوایز
- ۲۰۰۶ هفتمین جوایز منتقدان فیلم بوسان: بهترین کارگردان جدید (مثل یک باکره)
- ۲۰۰۷ بیست و هفتمین جوایز فیلم اژدهای آبی: بهترین کارگردان جدید (مثل یک باکره)
- ۲۰۰۶ بیست و هفتمین جوایز فیلم اژدهای آبی: بهترین فیلمنامه (مثل یک باکره)
- ۲۰۰۶ پنجمین جوایز فیلم کره ای: بهترین کارگردان جدید (مثل یک باکره)
- ۲۰۰۷ چهل و سومین جوایز هنری Baeksang: بهترین فیلمنامه (مثل یک باکره)